# Gerrit Solleveld
Gerrit Solleveld (De Lier, 8 juni 1961) is een Nederlands voormalig wielrenner.

## Carrière
De in De Lier geboren Gerrit Solleveld werd in 1982 als amateurrenner Nederlands kampioen en behaalde de wereldtitel op de 100 kilometer ploegentijdrit (met Frits van Bindsbergen, Maarten Ducrot en Gerard Schipper). In zijn profcarrière, die duurde van 1984 tot 1992, won hij onder meer twee etappes in de Ronde van Frankrijk en, in 1986, het tussensprintklassement in diezelfde ronde. Het grootste succes dat hij behaalde was winst in Gent-Wevelgem in 1989 na een lange vlucht. Na zijn actieve carrière begon Solleveld in 1994 een fietsenwinkel. Zijn bijnaam luidde De Sol.

## Belangrijkste overwinningen
1982
- Wereldkampioen Ploegentijdrit amateurs samen met Gerard Schipper, Maarten Ducrot en Frits van Bindsbergen
- Eindklassement Olympia's Tour

1984
- GP Zele

1985
- Profronde van Surhuisterveen
- 4e etappe Ronde van Frankrijk

1986
- Tussensprintklassement Ronde van Frankrijk
- Ronde van Midden-Zeeland

1987
- Eindklassement Ronde van de Middellandse Zee

1989
- Gent-Wevelgem

1990
- 5e etappe Ronde van Frankrijk
- Acht van Chaam

## Resultaten in voornaamste wedstrijden
| Jaar | Ronde van Italië | Ronde van Frankrijk | Ronde van Spanje |
| ---- | ---------------- | ------------------- | ---------------- |
| 1984 |                  |                     |                  |
| 1985 |                  | 110e (1)            |                  |
| 1986 |                  | 101e                |                  |
| 1987 |                  | 127e                |                  |
| 1988 |                  | 132e                |                  |
| 1989 |                  | 107e                |                  |
| 1990 |                  | 117e (1)            |                  |
| 1991 |                  | 133e                |                  |
| 1992 |                  |                     | 137e             |

| Jaar | Milaan-San Remo | Gent-Wevelgem | Ronde van Vlaanderen | Parijs-Roubaix | Amstel Gold Race | Luik-Bast.‑Luik | E3 Harelbeke | Kuurne-Brussel-Kuurne |
| ---- | --------------- | ------------- | -------------------- | -------------- | ---------------- | --------------- | ------------ | --------------------- |
| 1984 |                 |               |                      |                | 50e              |                 |              |                       |
| 1985 |                 | 46e           |                      |                |                  |                 |              | Brons                 |
| 1986 |                 |               |                      |                | 47e              |                 | 5e           |                       |
| 1987 | 130e            |               |                      | 36e            | 65e              |                 |              |                       |
| 1988 |                 |               | 81e                  |                | 67e              |                 |              |                       |
| 1989 |                 | Goud          |                      |                |                  |                 |              |                       |
| 1990 | 93e             | 91e           |                      | 46e            | 86e              | 120e            |              |                       |
| 1991 | 118e            | 94e           |                      | 71e            |                  |                 |              |                       |
| 1992 | 131e            |               | 47e                  |                |                  |                 |              |                       |